# 安河畔维莱特
安河畔维莱特（法語：Villette-sur-Ain，法語發音：[vilɛt syʁ ɛ̃]）是法国东部安省的一个市镇，属于布雷斯地区布尔格区。

## 地理
安河畔维莱特（45°59'18"N, 5°16'7"E）面积19.38 平方千米，位于法国奥弗涅-罗讷-阿尔卑斯大区安省，该省份为法国东部省份，北起汝拉省，西北接索恩-卢瓦尔省，西接罗讷省和里昂大都会，南至伊泽尔省，东与萨瓦省、上萨瓦省和瑞士接壤。
与安河畔维莱特接壤的市镇（或旧市镇、城区）包括：沙拉蒙、加亚尔堡、沙特奈、沙蒂永拉帕吕、韦勒河畔栋皮埃尔、德吕亚、普里艾、圣莫里斯德雷芒、瓦朗邦。

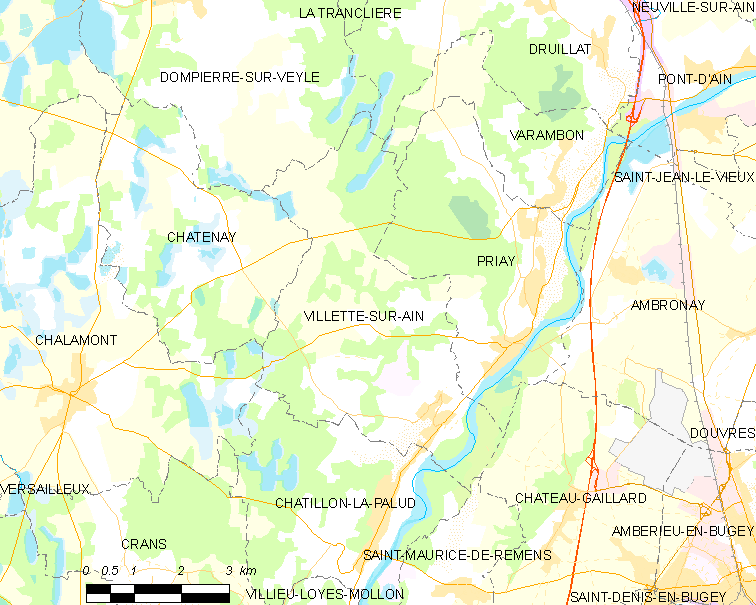
安河畔维莱特的OSM定位图

安河畔维莱特的时区为UTC+01:00、UTC+02:00（夏令时）。

## 行政
安河畔维莱特的邮政编码为01320，INSEE市镇编码为01449。

## 政治
安河畔维莱特所属的省级选区为塞泽里亚县。

## 人口

1962-2008年间安河畔维莱特人口变化图示

安河畔维莱特于2022年1月1日时的人口数量为763人。